# 208
Правління Септімія Севера в Римській імперії. У Китаї продовжується криза династії Хань, найбільшою державою на території Індії є Кушанська імперія, у Персії доживає останні роки Парфянське царство.
На території лісостепової України Черняхівська культура. У Північному Причорномор'ї готи й сармати.

## Події
- Цао Цао стратив лікаря Хуа То за те, що той порадив йому трепанацію черепа, щоб вирізати пухлину.
- У низці битв Чжоу Юй і Лю Бей перемогли Цао Цао.
- У Британії Септимій Север перейшов через Адріанів вал, розбив піктів і відбудував лімес Антонія.
- У Парфії безлад, повстання і заворушення.

## Померли
- Хуа То, китайський лікар.